# Bisubcosta oligoradiata
Bisubcosta oligoradiata är en tvåvingeart som beskrevs av Papp 2006. Bisubcosta oligoradiata ingår i släktet Bisubcosta och familjen platthornsmyggor.
Artens utbredningsområde är Thailand. Inga underarter finns listade i Catalogue of Life.